# 西北八眉猪
西北八眉猪，又称注川猪或泾西猪，是起源于中国西部地区的家猪品种。

## 分布
西北八眉猪的中心产区在陕西径河流域、甘肃陇东和宁夏的固原地区。 分布于陕西、甘肃、宁夏、青海等省、内蒙古自治区、和新疆自治区等西部地区。

## 品种特征
西北八眉猪头部较狭长，耳大下垂，额有纵行“八”字皱纹，故名八眉。被毛黑色。按体型外貌和生产特点可分为大八眉、二八眉和小伙猪三大类型。
大八眉：体格较大。头粗重，面微凹，额较宽，皱纹粗而深，纵横交错，民间有“万”字或“寿”字头之称；耳大下垂长过鼻端，嘴直。背腰稍长，腹大下垂。肢稍高，后肢多卧系、尾粗长。数量稀少，仅占八眉猪总数的1%左右。
二八眉：是介于大八眉与小伙猪之间的中间类型。头较狭长，额有明显细而浅的 “八”字皱纹，耳大下垂、长与嘴齐。背腰狭长，腹大下垂，斜尻。大腿欠丰满，后肢多卧系，皱襞较少，且不明显，数量占八眉猪总数的19%左右。
小伙猪：体型较小，四肢较短，侧面呈椭圆形。体质紧凑，性情灵活。头轻小，面直，额部多有旋毛，皱纹少而浅细，耳较小下垂，耳壳较硬，俗称杏叶耳，嘴尖，俗称黄瓜嘴。背短宽较平，腹大稍下垂，后驱较丰满。种群数量最多，约占八眉猪总数的80%左右。

## 生产性能
八眉猪具有适应性强、抗逆性强、肉质好、脂肪沉积能力强、耐粗放管理、遗传性稳定等特点，但也存在生长慢、后躯发育差、皮厚等缺点。